# Rakuten Viki
Rakuten Viki è un servizio streaming di video on demand di proprietà della società giapponese Rakuten, operante nella distribuzione di programmi televisivi, serie TV e film asiatici, consentendo agli utenti di sottotitolare i contenuti disponibili in 200 lingue e offrendo una programmazione originale.
La società, con oltre 100 dipendenti, ha sede a San Mateo, in California, e ha uffici a Singapore, Tokyo, Seul e Shanghai.

## Storia
Viki è stata fondata nel 2007 da Razmig Hovaghimian, Changseong Ho e Jiwon Moon. L'azienda ha originariamente ricevuto finanziamenti da Neoteny Labs, una startup con sede a Singapore guidata da Jōichi Itō e dal co-fondatore di LinkedIn, Reid Hoffman.
Nel 2008, l'azienda si è trasferita a Singapore per sfruttare il supporto del governo e il ruolo della città-Stato come hub panasiatico. Nel dicembre 2010, Viki ha terminato la fase beta del suo software e ha reso i suoi servizi accessibili al pubblico.
Nel settembre 2011, Viki ha lanciato una nuova applicazione per iPhone chiamata Viki On-The-Go, consentendo agli utenti di guardare contenuti sui loro smartphone. Nello stesso anno, la compagnia ha anche collaborato con Samsung Southeast Asia per sviluppare un'applicazione Android. Il seguente ottobre, Viki ha raccolto 20 milioni di dollari da Greylock Partners, Andreessen Horowitz e BBC Worldwide.
Nel maggio 2012, la società ha annunciato accordi con l'etichetta statunitense Warner Music Group, la taiwanese SEED Music Group e la coreana LOEN Entertainment, portando migliaia di videoclip sul sito. Nello stesso mese, BBC Worldwide ha annunciato un'estensione della sua partnership con Viki, compreso un accordo per collaborare con l'azienda sulla pubblicità.
Nel luglio 2012, ha firmato un accordo non esclusivo con il social network cinese Renren, impegnandosi a fornire un sito video alla piattaforma chiamato VikiZone. L'offerta comprendeva solo una parte del catalogo di Viki ed era offerta gratuitamente.
Nel 2013, l'azienda di commercio elettronico giapponese Rakuten ha acquisito il servizio tramite un accordo del valore di 200 milioni di dollari. Nell'anno successivo al passaggio di proprietà, Viki è passato da circa 22 milioni di utenti attivi mensili, di cui 10 milioni su dispositivi mobili, a 35 milioni di utenti attivi mensili e 25 milioni di utenti mobili.
La società ha una lista di partner per la fornitura di contenuti originali, tra cui BBC Worldwide. Inoltre, ha firmato accordi di distribuzione per i suoi contenuti originali con Hulu, Netflix, Yahoo!, MSN, NBC, e A&E, oltre a TVB a Hong Kong, SBS in Corea del Sud, Fuji TV in Giappone e Amedia in Russia.

## Servizi
Viki distribuisce sui suoi canali contenuti con licenza premium, i quali possono essere sottotitolati da volontari della comunità sotto una licenza Creative Commons, consentendo a individui di collaborare su scala globale in molte lingue contemporaneamente. Il software di sottotitolaggio sviluppato dall'azienda consente di tradurre un video in circa 200 lingue diverse, delle quali circa 50 di esse sono lingue in pericolo o vulnerabili. Viki ridistribuisce anche i propri show con sottotitoli generati dai fan a partner come Hulu, Netflix e Yahoo!, e guadagna entrate da questi distributori.